# Hines Ward
Hines Edward Ward Jr. (* 8. März 1976 in Seoul, Südkorea) ist ein ehemaliger US-amerikanischer American-Football-Spieler auf der Position des Wide Receivers. Er spielte zuletzt für die Pittsburgh Steelers in der National Football League (NFL).
Hines Ward besuchte die University of Georgia und wurde 1998 von den Pittsburgh Steelers gedraftet. Mit den Steelers gewann Ward am 5. Februar 2006 den Super Bowl XL und wurde darüber hinaus in diesem Spiel als Super Bowl MVP ausgezeichnet. 2006 erhielt er die Ehrenbürgerschaft von Seoul.
Am 1. Februar 2009 gewann er mit den Pittsburgh Steelers den Super Bowl XLIII, gegen die Arizona Cardinals.
Sein Vater ist Afroamerikaner, seine Mutter Koreanerin. Seit einiger Zeit setzt er sich in Südkorea für Kinder gemischter ethnischer Herkunft ein. Solche Menschen sehen sich in Südkorea Diskriminierungen ausgesetzt, wenn sie nicht rein „koreanisches Blut“ in sich tragen.
Im Mai 2011 gewann Ward zusammen mit der Profitänzerin Kym Johnson die amerikanische TV-Show „Dancing with the Stars“.
Am 1. Januar 2012 fing Ward seinen 1000. Pass. Dies gelang in der Geschichte der NFL erst sieben Spielern vor ihm.
Am 29. Februar 2012 wurde Ward von den Pittsburgh Steelers entlassen. Am 20. März 2012 gab Ward seinen Rücktritt aus der NFL bekannt. Zuvor stand er als Free Agent mit diversen anderen Teams im Kontakt, beschloss aber letztlich als Steeler seine Karriere zu beenden.
2012 hatte er einen Cameo-Auftritt in dem Film The Dark Knight Rises sowie 2013 als Walker in der AMC-Serie The Walking Dead (Folge: The Suicide King).
Am 13. April 2022 wurde Ward zum Head Coach der San Antonio Brahmas für die XFL-Saison 2023 ernannt.